# Gustav II Adolfs staty, Stockholm

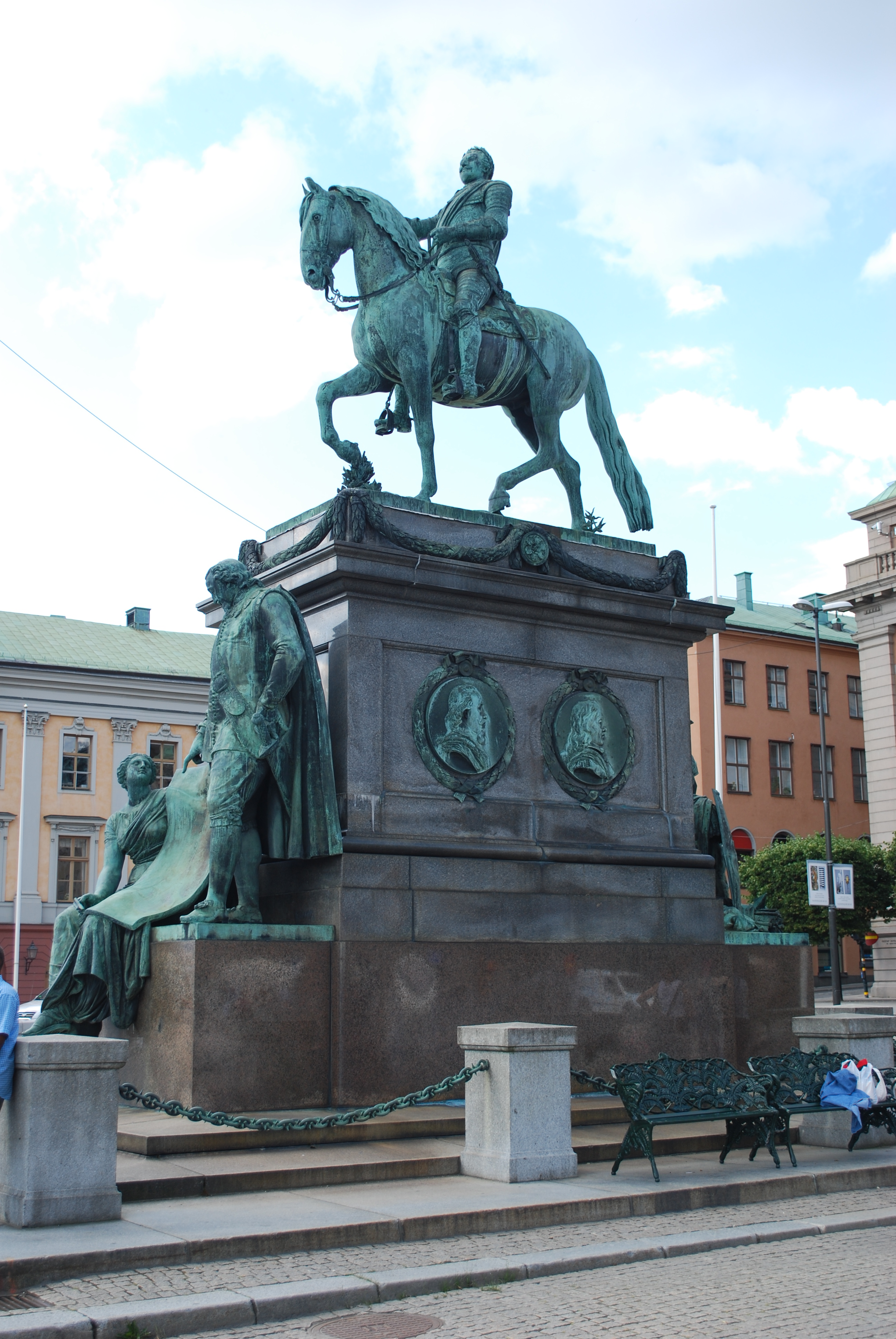
Gustav II Adolfs staty, hela gruppen

Gustav II Adolfs staty i Stockholm är en ryttarstaty skapad av Pierre Hubert L'Archevêque och Johan Tobias Sergel, som står på Gustav Adolfs torg i Stockholm. Statyn invigdes den 17 november 1796, sockelskulpturerna kom på plats 1906.

## Historik

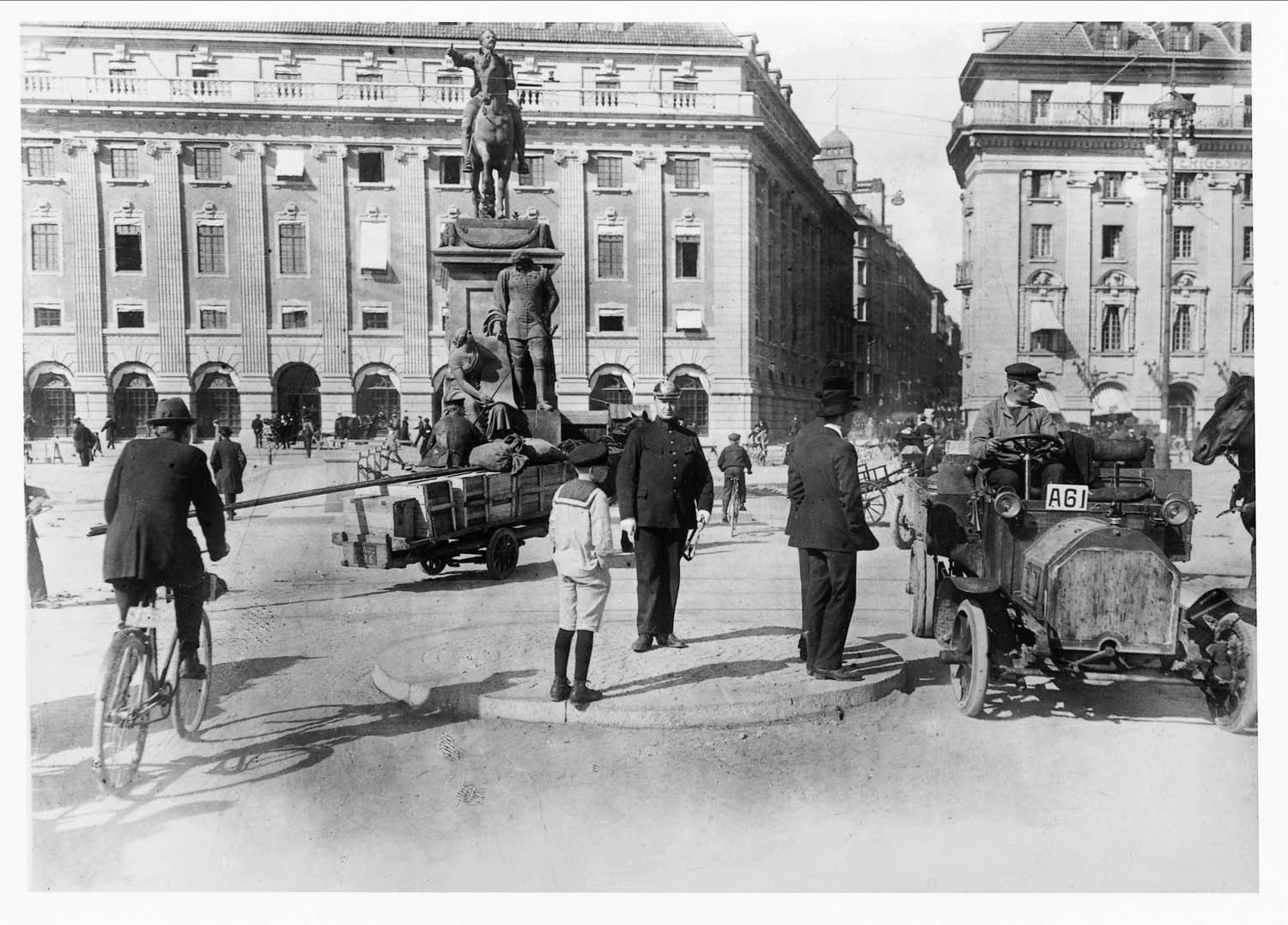
Gustav Adolfs torg Stockholm, 1910.

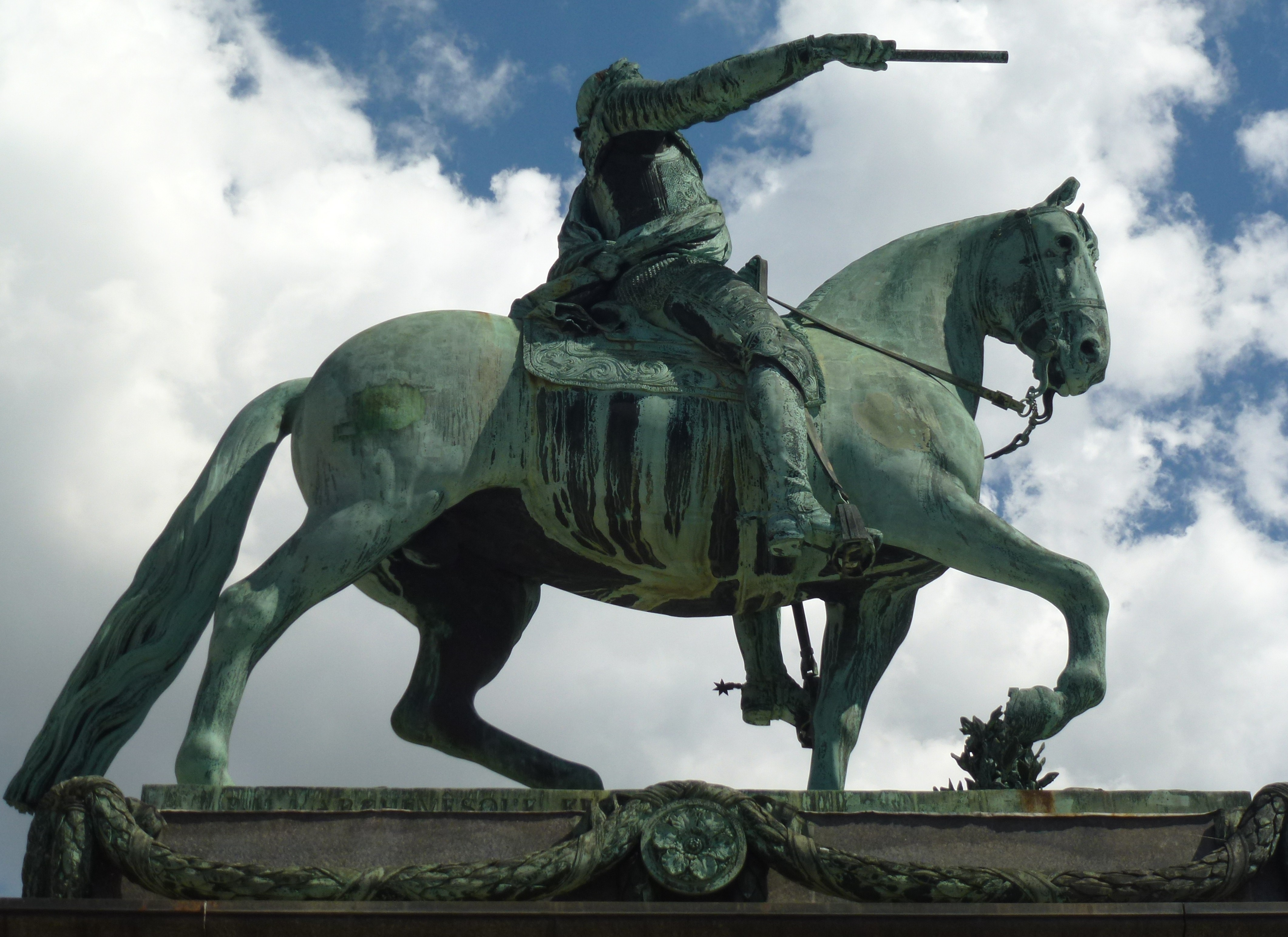
Gustav II Adolfs staty, Gustav II Adolf.

Statyn beställdes av Kungl. Maj:t efter godkännande av Sekreta utskottet för Rikets ständers räkning att utföras av den franske bildhuggaren Pierre Hubert L'Archevêque, som var verksam i Sverige. Den var avsedd att bli den första kungastatyn utomhus i Sverige. Kontrakt med skulptören ingicks 1758. Förslaget kom ursprungligen i en skrivelse av överståthållaren Johan Christopher Düring. Skulpturen bekostades med allmänna medel och delvis av inkomster från ett särskilt lotteri, detta var sannolikt inledningen till Kungliga Nummerlotteriet.
Den slutliga modellen godkändes 1763 och var efter ytterligare ett år gjuten i gips i full skala. Därefter drogs takten i arbetet ned sedan L'Archevêque drabbats av sjukdom och långvarigt vistades periodvis i sitt hemland. Han dog 1778, samtidigt som formarna färdigställts. Den första gjutningen i juni 1779 misslyckades och efter flera års ytterligare arbete kunde statyn i maj 1791 fraktas till plats på dåvarande Norrmalmstorg på sitt första postament av kolmårdsmarmor. 
Efter ciselering och efterarbete invigdes statyn den 17 november 1796, vilket motsvarar den 6 november i den julianska kalendern Gustav II Adolfsstatyn blev landets första ryttarstaty.

## Utseende

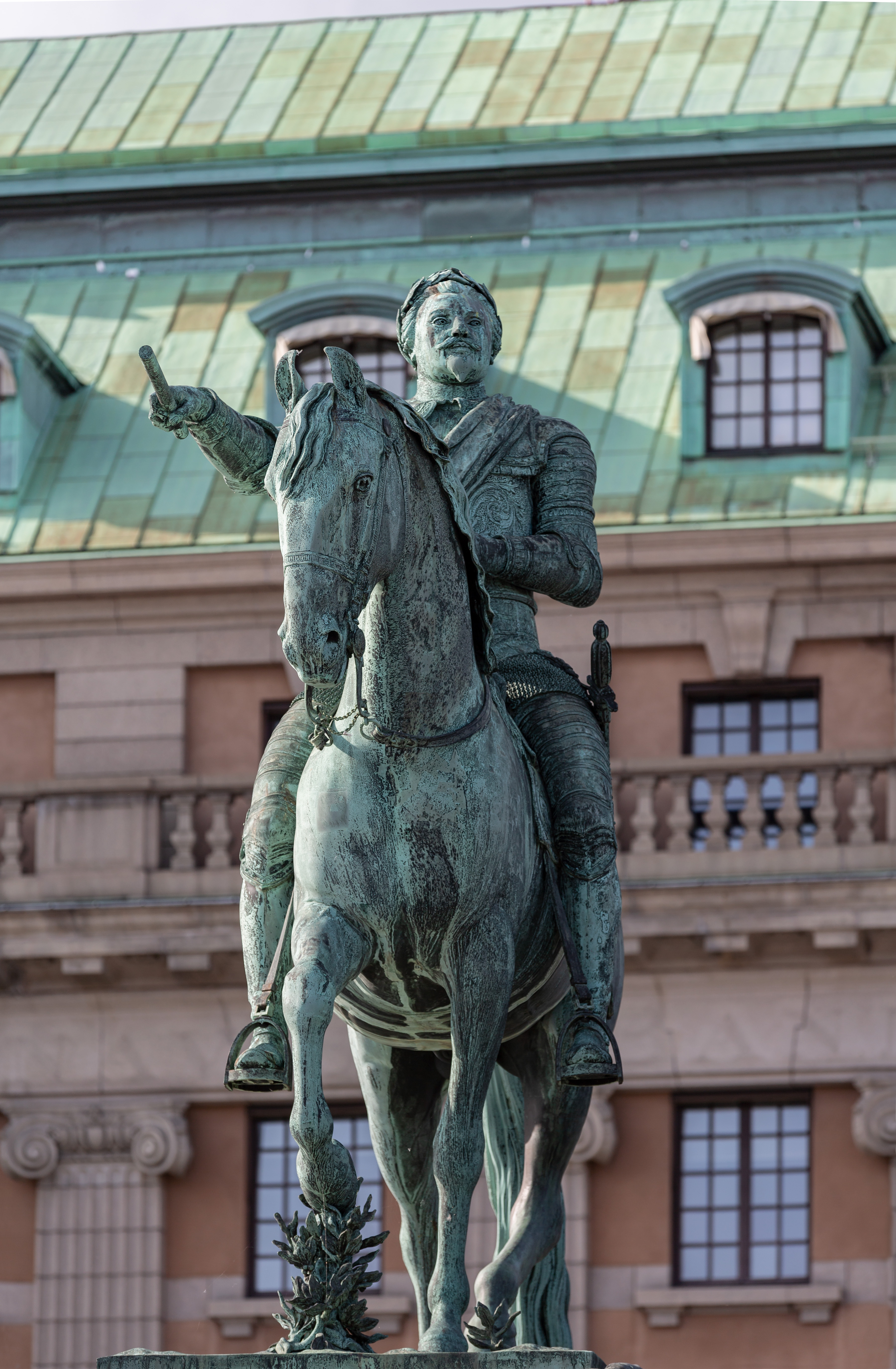
Gustav II Adolfs staty.

Gustav II Adolfs staty är gjuten i brons och stod ursprungligen på ett postament av svensk marmor. Kungen sitter till häst och är iklädd rustning. För sockeln hade L'Archevêques elev Johan Tobias Sergel utfört fyra porträttmedaljonger, vilka föreställer Gustav II Adolfs fyra fältherrar i trettioåriga kriget Lennart Torstenson, Carl Gustaf Wrangel, Johan Banér och Hans Christopher von Königsmarck. Ursprungligen hade man tänkt sig att hertig Bernhard av Sachsen-Weimar skulle vara på en porträttmedaljong åt söder, men Gustav III motsatte sig detta. Istället ville han att Sergels grupp Axel Oxenstierna och Historien skulle ställas upp på sockeln, Sergel hade förfärdiga denna grupp som gipsmodell, och den ställdes tills vidare upp i en vestibul på Kungliga Slottet. Den föreställer Axel Oxenstierna dikterande Gustaf II Adolfs bragder för historiens musa Clio. På norra sidan finns en trofégrupp bestående av en romersk rustning, hjälm, sköld, yxa, pilar och svärd. Gustav III hade beställt denna 1781 och fullskalemodellen var färdiga 1789.
Sedan avstannade processen och den togs inte upp igen förrän 1901 i Stockholms stadsfullmäktige. Åren 1904–1906 genomfördes ett projekt med nytt postament av granit, en mindre flyttning av statyn och gjutning efter Sergels modeller av sockelgrupperna på Meyers konstgjuteri.

## Detaljer (medaljonger)

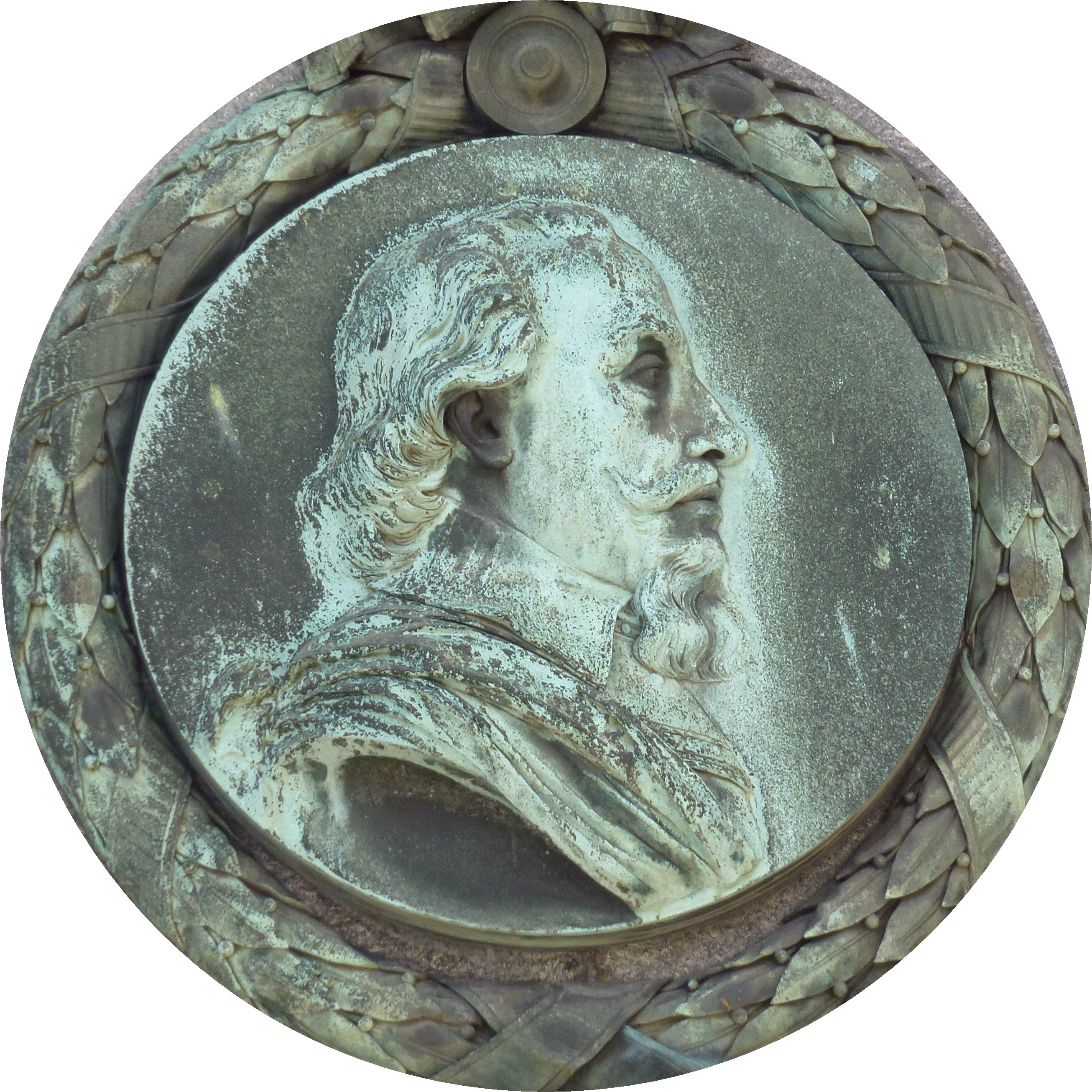
Hans Christoph von Königsmarck, östra sidan
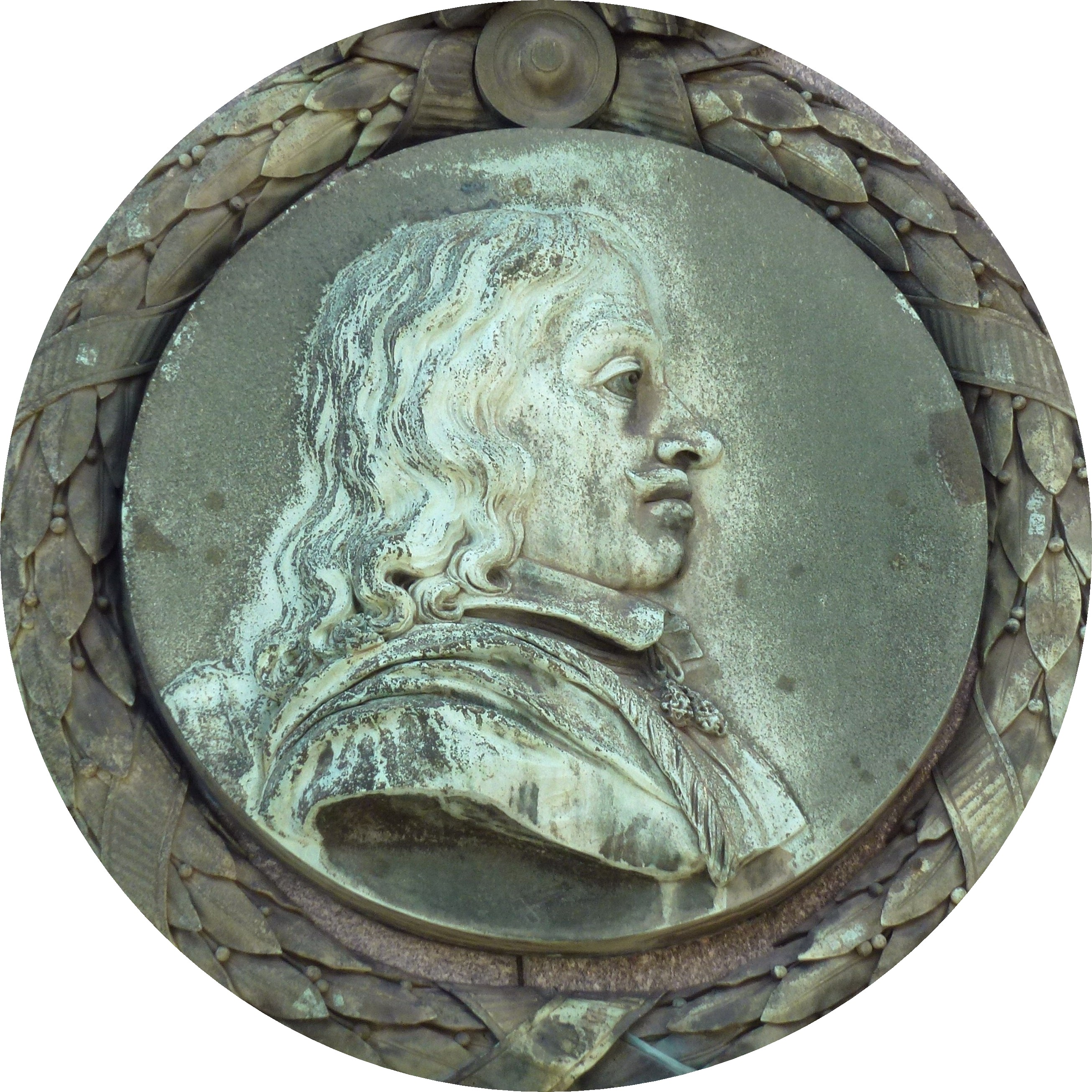
Carl Gustaf Wrangel, östra sidan
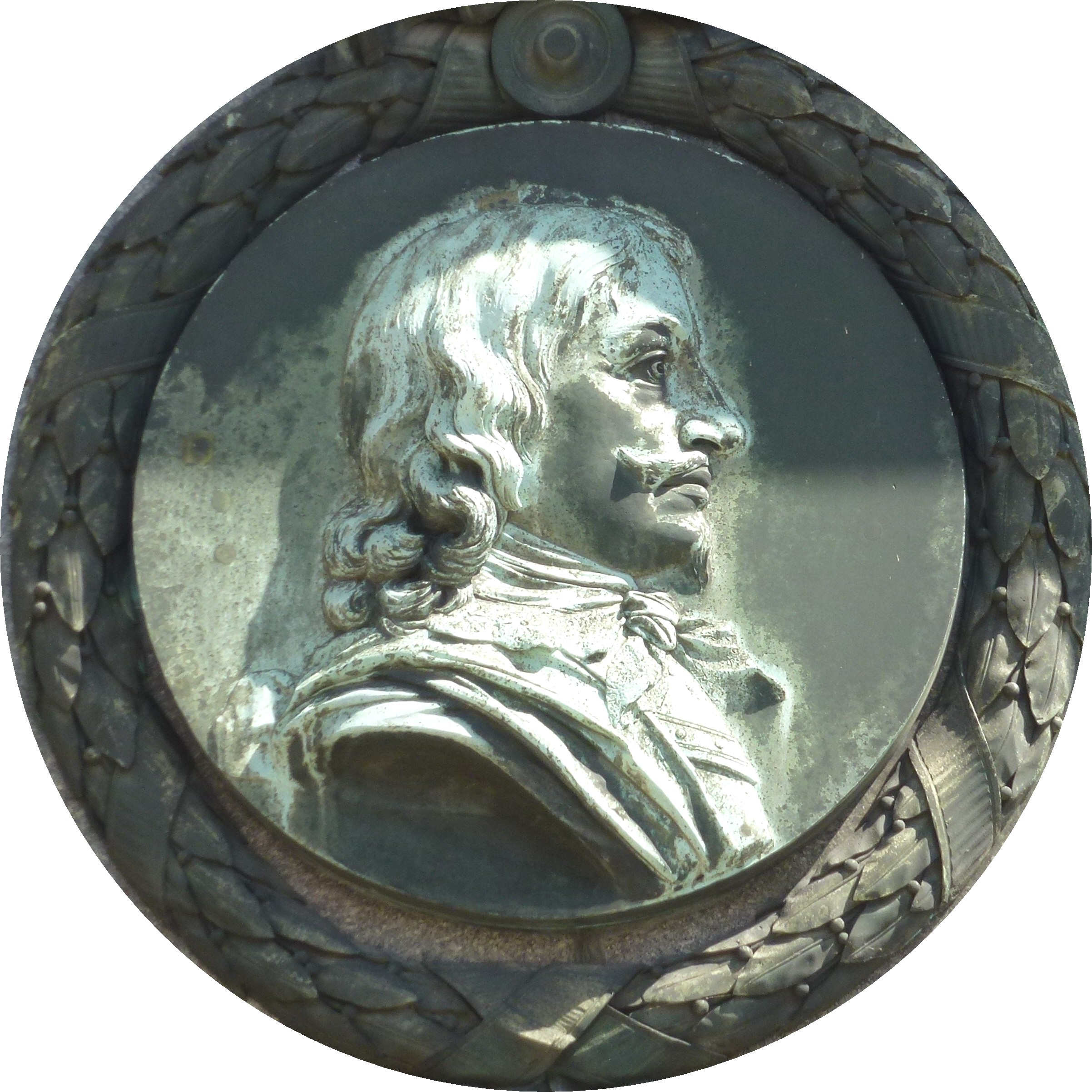
Lennart Torstenson, västra sidan
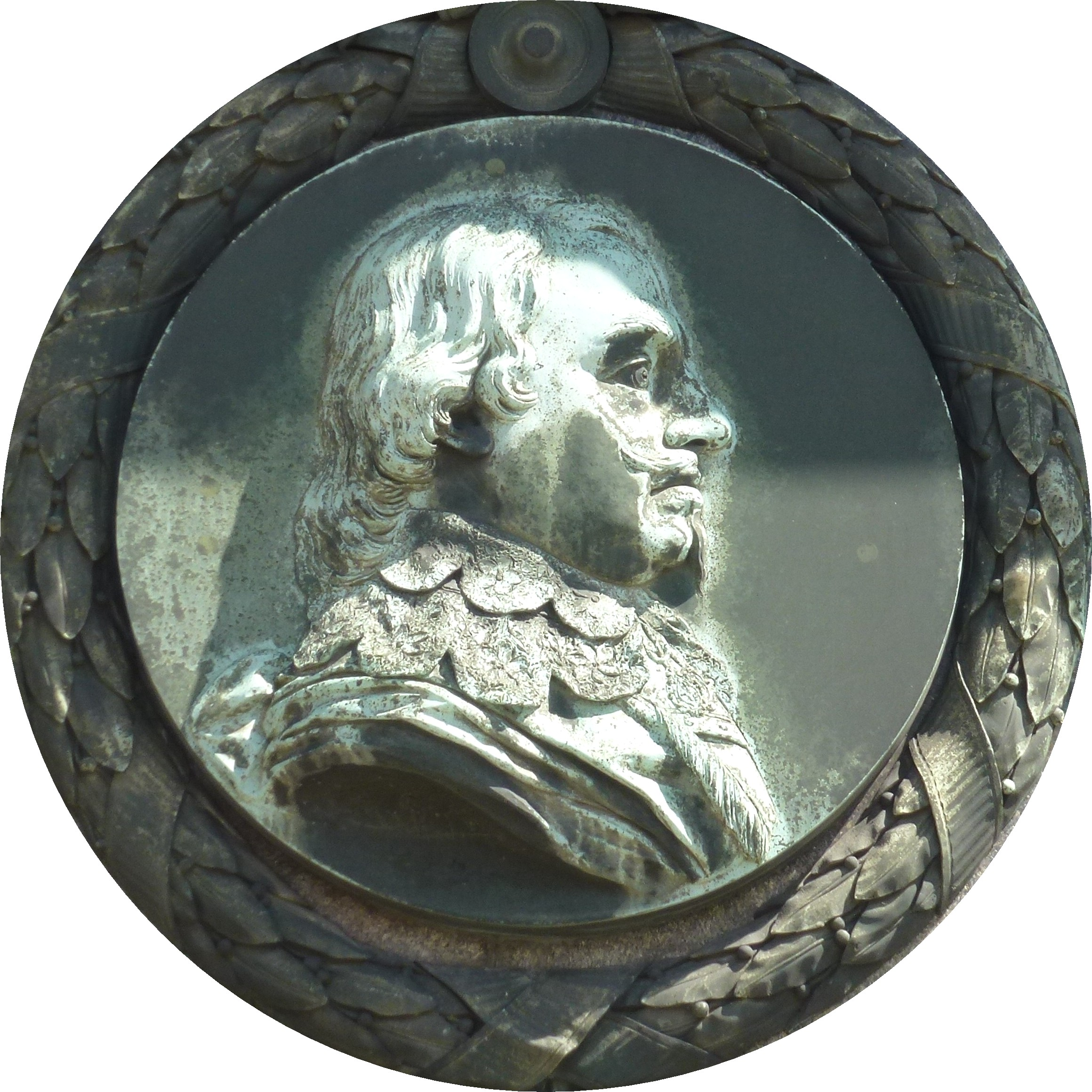
Johan Banér, västra sidan

## Detaljer (sockelgruppen)

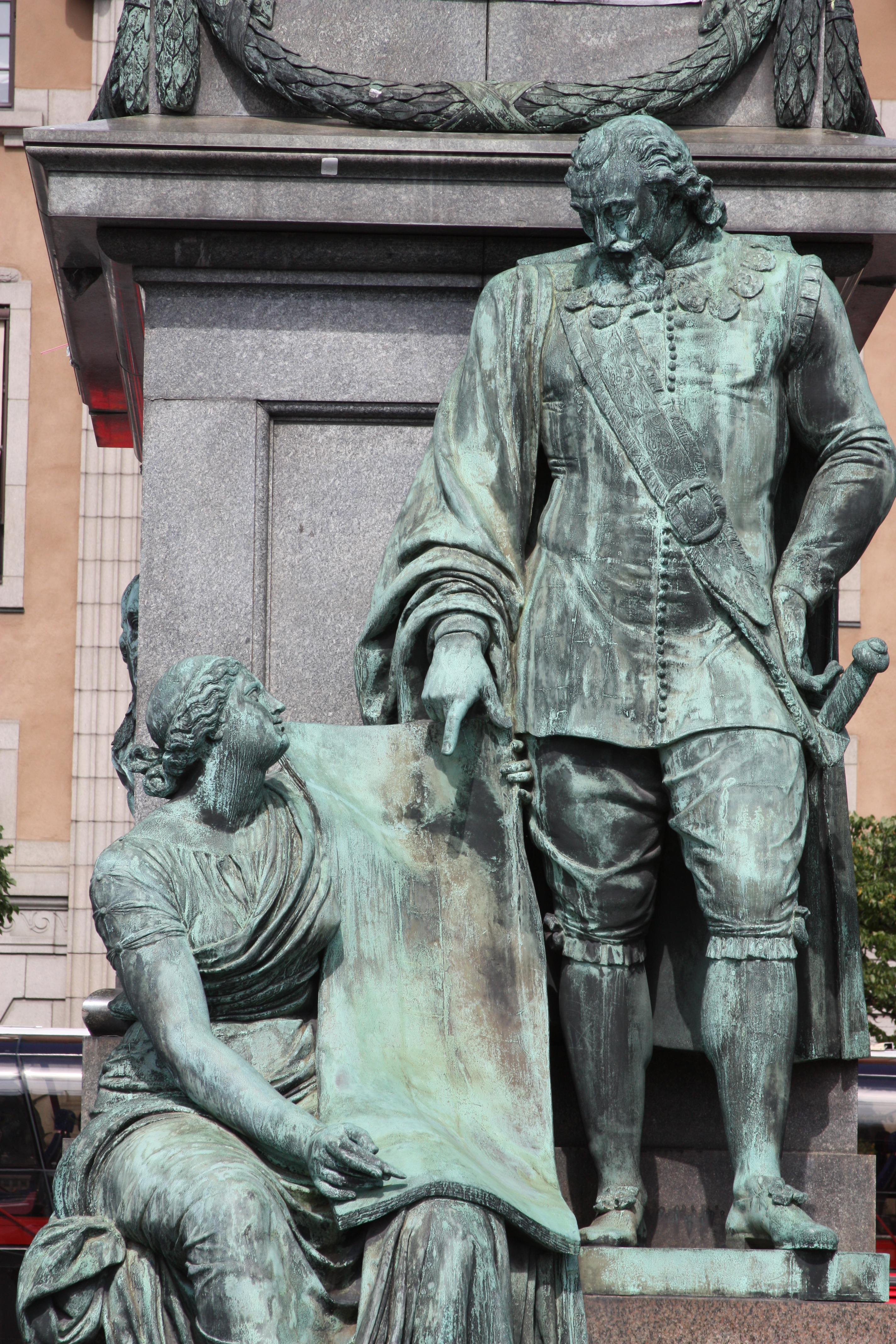
Axel Oxenstierna och Clio på sockelns södra sida
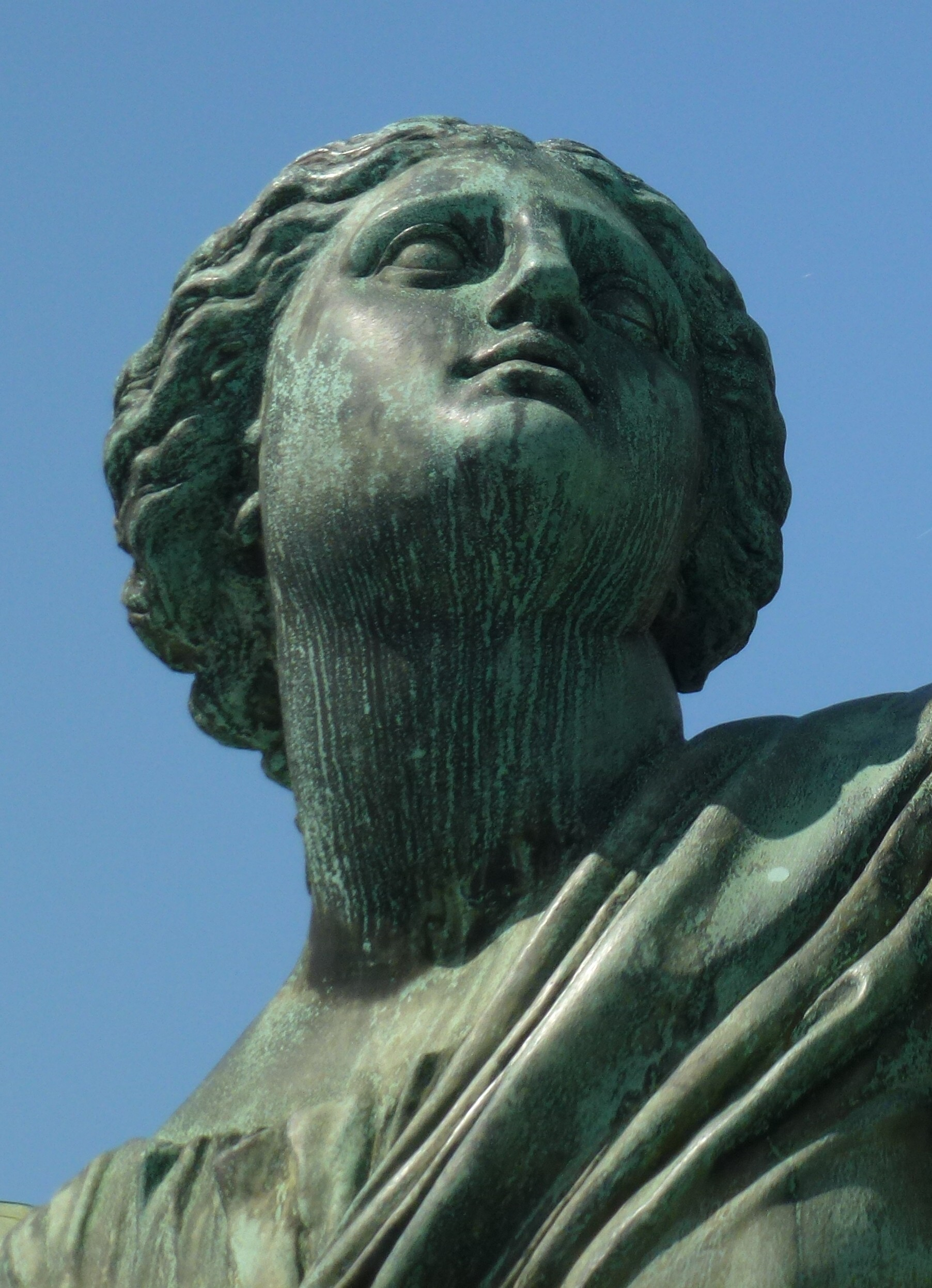
Clio
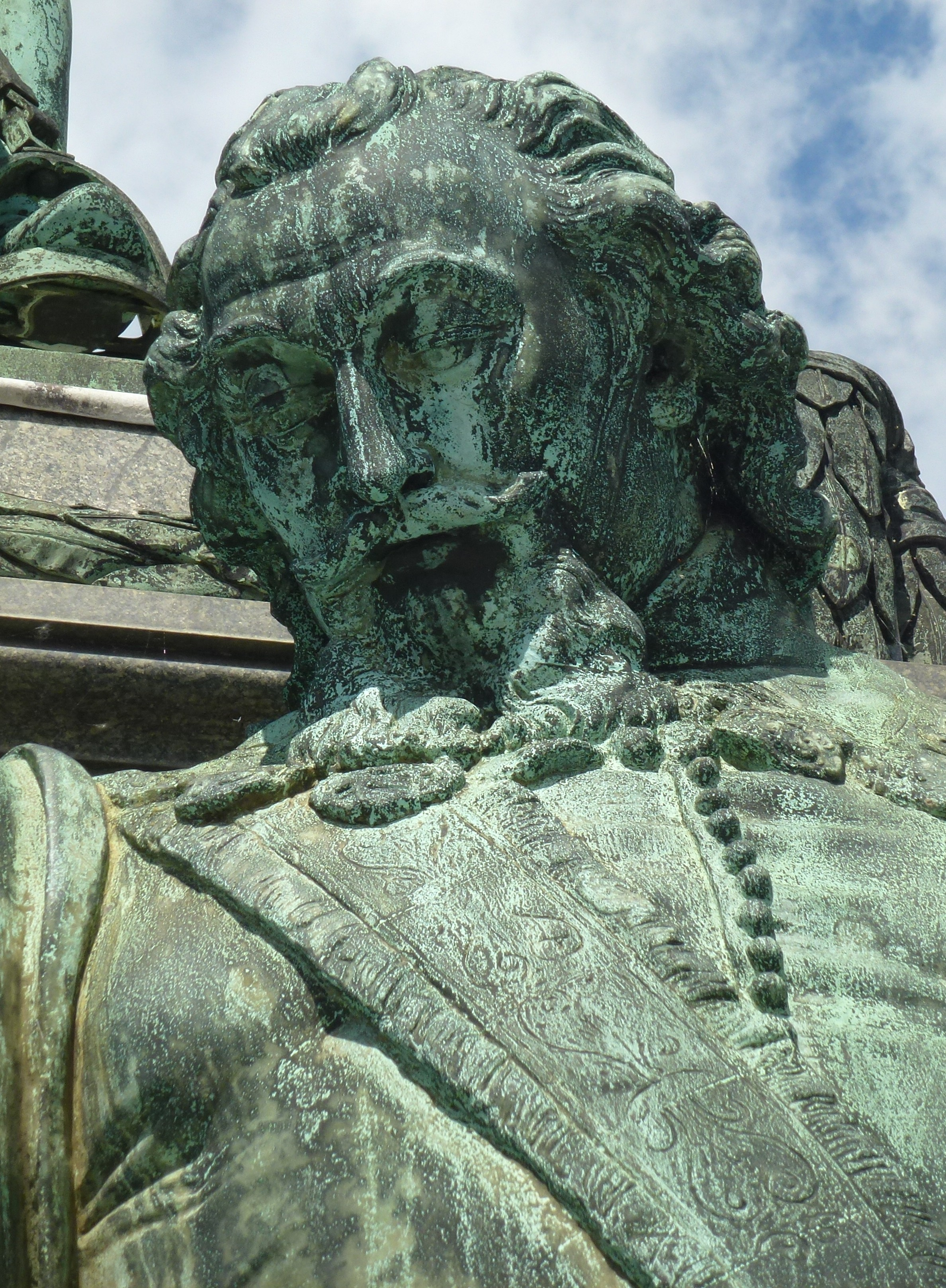
Axel Oxenstierna
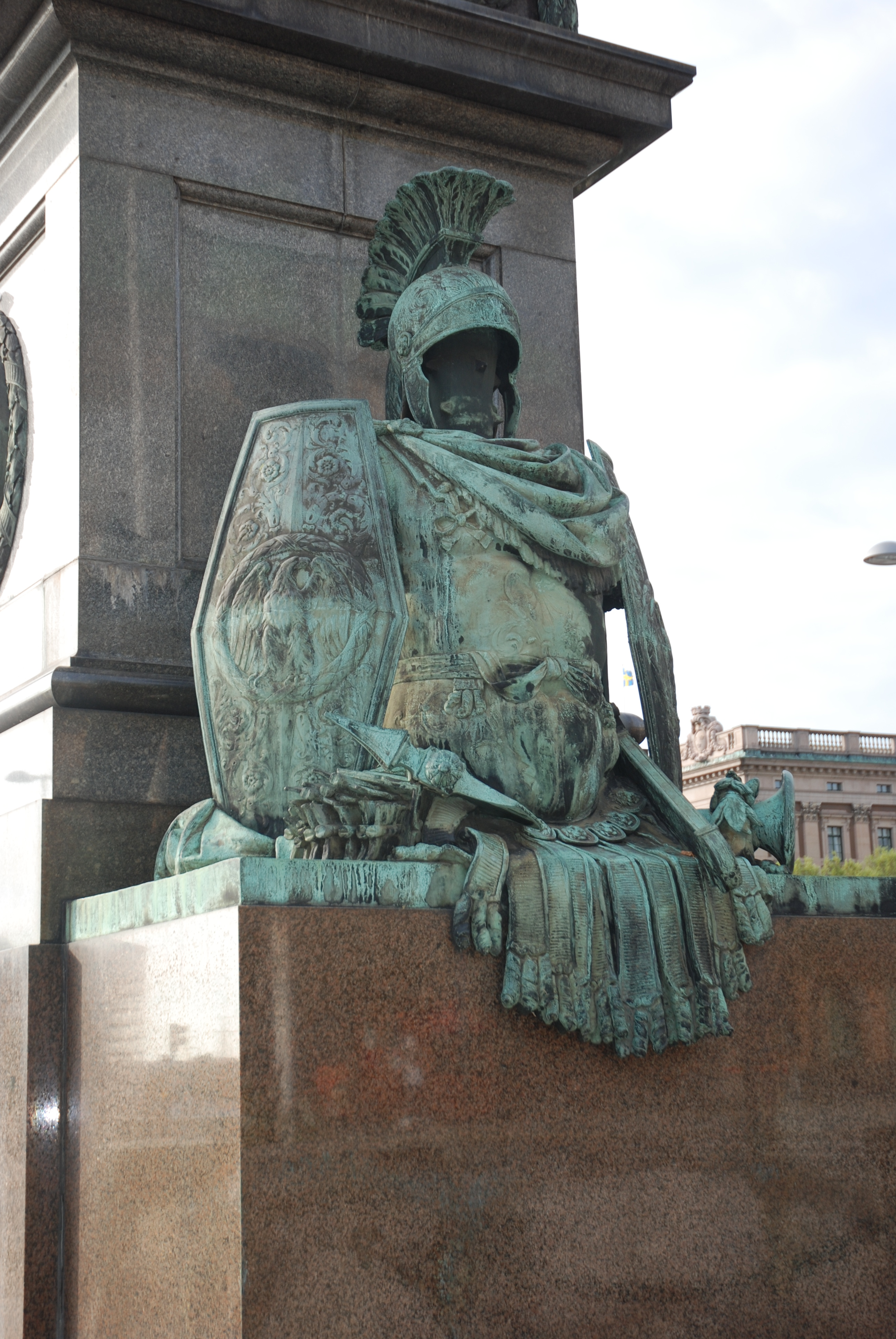
Trofégruppen med bland annat en romersk rustning på sockelns norra sida.

## Oenighet om val av objekt för kungastaty
Även om Sekreta utskottet hade godkänt projektet med Gustav II Adolfs staty, hade adelsståndets representanter föredragit att inte resa en staty över en arvkung. Adeln tog därför initiativ till en annan staty, nämligen över Gustav Vasa, som ju varit född som adelsman och senare valts till kung. Uppdraget gick även i detta fall till Pierre Hubert L'Archevêque, vilken 1761 ombads att så snabbt som möjligt utarbeta ett förslag. Lantmarskalken Axel von Fersen försökte också förmå ständerna att riva upp tidigare beslut om godkännande av modell för Gustav II Adolfs staty, vilket fördröjde arbetet.

## Andra Gustav II Adolfs-skulpturer
| Invigd år | Skulptör                                               | Ort                       | Plats                     | Anmärkning                                             |
| --------- | ------------------------------------------------------ | ------------------------- | ------------------------- | ------------------------------------------------------ |
| 1854      | Bengt Erland Fogelberg                                 | Göteborg                  | Gustaf Adolfs torg        | Göteborgs första offentliga skulptur                   |
| 1911      | Harald Sörensen-Ringi                                  | Sundsvall                 | Stora torget              | helfigur                                               |
| 1952      | Edvin Öhrström                                         | Halmstad                  | framför Stadshuset        | namn Kungamötet tillsammans med Kristian IV av Danmark |
| 1992      | Avgjutning av Bengt Erland Fogelbergs staty i Göteborg | Åbo                       | framför Åbo hovrätt       | enda staty i helfigur av svensk regent i Finland       |
|           | Axel Wallenberg                                        | Borås                     |                           | byst                                                   |
| 1921      | Gösta Almgren                                          | Luleå                     | Stadsparken               | byst                                                   |
| 1924      | Otto Strandman                                         | Umeå                      | Utanför Umeå rådhus       | byst                                                   |
| 1932      |                                                        | St. Peter, Minnesota, USA | Gustavus Adolphus College | byst                                                   |
| 1886      | Ludwig Brunow och Franz Lange                          | Lützen, Tyskland          | Rådhusets fasad           | helfigur                                               |

Det först gjutna exemplaret av Bengt Erland Fogelbergs Göteborgsskulptur blev uppställd i Bremen i Tyskland, men smältes ned av den tyska staten under andra världskriget.